# 기계대마왕
《기계대마왕》은 《열혈최강 고자우라》에 등장하는 등장인물으로, 본작의 최종보스. 원판 이름은 기계신. 성우는 이규화.

## 소개
온 우주에서, 지구를 비롯한 모든 별들을 기계별로 장악하려는 이 작품의 악역이자 최종 보스로 기계화제국의 수장. 그 본체는 잘 보여주지 않으며 주로 홀로그램을 통해 지구에 나타나 사람들의 공포를 자극한다. 많은 기계부대를 보내어 지구에 공격을 퍼붓는다. '멍청한 꼬마 녀석들!'이라는 말이 입버릇인 듯. 나중에 기계 제국에서 금지 되고 있는 마음의 힘을 이용해 자신을 대신해 전 우주를 지배하려는 엔진왕을 공격하고 공룡 수비대 앞에 처음으로 모습을 드러냄. 엔진왕이 데블전사로 만들어버린 기계화성과 합체해서 지구를 폭발시켜버리는 계획을 실행시켰지만, 엔진왕과 고자우라에 의해 실패한다. 나중에는 패배한 사천왕들을 부활시지만 번번히 패배해서 그들을 제거해버리고 공룡 수비대 앞에 다시 나타났지만 엘드란의 파워를 받고 파워 업 한 가쿠엔가의 공격을 받고 소멸하여 온 은하계는 원래대로 다시 복원됐다.